# The Splendid Coward
The Splendid Coward er en britisk stumfilm fra 1918 af F. Martin Thornton.

## Medvirkende
- James Knight - Dick Swinton
- Joan Legge - Dora Dundas
- Roy Travers - Vivian Ormsby
- Winifred Evans - Mary Swinton
- Clifford Pembroke - Rev. Swinton